# 絹と明察
『絹と明察』（きぬとめいさつ）は、三島由紀夫の長編小説。1964年（昭和39年）、文芸雑誌『群像』1月号から10月号に連載され、同年10月15日に講談社より単行本刊行された。文庫版は新潮文庫で刊行されている。
近江絹糸の労働争議を題材に創作された作品で、昭和39年度・第6回毎日芸術賞の文学部門賞を受賞した。
古い日本的家族意識の家父長経営で業績を伸ばす紡績会社社長が、「子」である従業員たちから労働争議を起こされ滅びてゆく物語。「日本」および「日本人」「父親」というテーマを背景に、近代主義的な輸入思想の〈明察〉の男と、日本主義の〈絹〉の男との二重構造の対比や交錯が描かれている。

## 作品背景・主題
三島由紀夫は『絹と明察』の執筆動機について以下のように述べつつ、「ぼくにとつて、最近五、六年の総決算をなす作品」と位置づけている。
そしてそれを追求するうちに、「企業の中の父親、家父長的な経営者」にぶつかったとし、「批判者」が「父親に対する息子」だけでは足りないと考え、〈岡野〉という「人間の善意の底の悪」をよく知り、ドイツ哲学を学び「破壊の哲学をつくつたつもりの男」、「日本の土壌には根を下してゐない知識人の輸入思想の代表」を設定したとし、以下のように説明している。
『絹と明察』の題材は、1954年（昭和29年）6月に起きた「近江絹糸の労働争議」から取ったもので、三島は1963年（昭和38年）8月30日から9月6日まで、滋賀県彦根市、近江八景を取材してから、10月26日に起稿し、翌年1964年（昭和39年）8月13日に脱稿している。

## あらすじ
55歳の駒沢善次郎は近江の駒沢紡績の社長であった。人情と熱血のかたまりのような駒沢は日本的家族意識を掲げながら、古く泥臭い会社経営によって業績を伸ばし、他社のいわゆる近代的な大手紡績会社に迫る急成長を遂げていた。駒沢社長は工員たちの労働条件だけでなく、彼らの郵便物もチェックするなど私生活にも土足で介入して、同族的心情にどっぷり浸かった徹底的な管理体質で労働強化をもたらしていた。駒沢の意識の中には公明正大な善意しかなく、人の良さと包容力とが自然な形でワンマン経営を形成し、自分が工員たちの父親のように感じていた。
駒沢紡績に凌駕されつつある近代的アメリカ流の経営に専念してきた他社の経営者たちは、その駒沢の破天荒な楽天性を切り崩そうと、業界の内情に通じながら浪人し、政界財界の闇に通じている岡野を使って、駒沢紡績に労働争議を起させようとする。岡野はハイデッカー思想に傾倒し、ヘルダーリンの詩を愛唱する人物だった。彼は知り合いの40歳の芸者・菊乃を駒沢に近づけ、寮母となった菊乃から工場の様子を聞き出し、糸口を探った。
やがて岡野は、工員同士で恋人となっていた若者・大槻と弘子と知り合い、徐々に大槻を巧みに誘導し、若い工員たちに労働争議を起させることに成功する。銀行や新聞マスコミにも岡野は圧力を加え、追い風を受けた工員たちは勝利を収め、駒沢紡績に漲っていた駒沢善次郎的な体質は、「封建制」、「偽善」として葬られることとなった。そして会社を追われると共に、駒沢自身も脳血栓で倒れて入院する。
工員たちの労働争議に誰よりも衝撃を受けた駒沢だったが、彼は死の間際も家族的心情から、仇をした者たちをもゆるし、金戒光明寺の暁鐘を聴きながら、「四海みな我子やさかいに」という心境にたどり着く。そして駒沢の死の後、岡野は駒沢の椅子に座れる立場となるが、しだいに軽蔑していたはずの駒沢の人間性に惹かれていた自分に気づき、自分の周囲の風景にも偏在する「駒沢の死」を感じ脅かされる。岡野は自分の得る利得はただ永久に退屈な利得につらなる予感がし、「自分が征服したものに忽ち擦り抜けられる無気味な円滑さしかない」と思った。

## 文壇の反響
『絹と明察』に対する同時代の反響は、概ね好意的なもので占められ、主人公・駒沢の人物造型への共感や讃辞が多く見られる。第6回毎日芸術賞の文学部門賞も受賞し、総じて高い評価となっている。
磯田光一は、「極度の無私と無欲」に貫かれている駒沢の家父長倫理の「壮大な世界観によって再構成された現実」（夢想）が、「現実」によって崩壊し、挫折した駒沢の「諦念と赦しの心に調和した」最終章の「京都の静謐」が美しく印象的だとし、「古都に生きている日本の自然」、「東洋的な無と諦念」が駒沢を包みながらも、それは己のかけがえのない〈宿命〉に対する「無限の愛惜であり、慟哭」だと看取している。そして、「明敏な岡野」と「愚かな駒沢」のどちらが果たして「人生にたいする本当の〈明察〉を持っていたか」と磯田は提起しつつ、人生には「見ようとすることによってかえって物を見失い、素直に盲になりきることによって本当に物を見ることができるという逆説もまた成立している」とし、そういった「人間性の背理」に目をそむけては、「人生や芸術」について語れないとし、以下のように考察している。
村松剛や奥野健男も、駒沢の人物像に強い共感を示している。村松は日本主義と取り組んでいることも指摘し、 伊藤整も日本的精神風土を問題とした点を評価している。唯一、否定的評価をしている小田切秀雄は、労働争議の描き方が一面的で片寄っていると批判し、磯田や奥野の評まで批判している。
高橋和巳は、小説の構成上や物語内の役割としての駒沢の人物造型を賞讃し、山本健吉や佐伯彰一も同様に評している。森川達也は、「人間不信を主題とした、暗いニヒリズムの作品」だと捉えている。

## 作品評価・研究
発表時の高評価に比べ、『絹と明察』への本格的な論究は少ないが、副人物の岡野と作者・三島との関係性や、三島の他作品と比較類推する研究、実際の事件「近江絹糸争議」をモデルにした小説という観点からの考察、「日本」という問題から捉える論などが見られる。
野口武彦は、岡野の存在を、「作者のイロニカルな情念を共有するもっとも親密な分身」として捉え、三島が岡野を通じて、ヘルダーリン的な〈故郷〉は地上のどこにもない」という「まぎれもない空白感の告白」や「イロニイ的漂遊の疲れの訴え」をしているとし、その「疲れた魂」が想う〈故郷へ帰りゆくこと〉〈帰郷〉は、三島が『林房雄論』で示した〈もつとも古くもつとも暗く、かつ無意識的に革新的であるところの、本質的原初的な“日本人のこころ”〉 に酷似し、三島が自らの〈根源への近接〉の結果、〈日本人の史的本質の到来〉にまで行きついたと解説している。
杉本和弘は、『絹と明察』の全体を、駒沢の物語と観察者・岡野との重層の構造と捉えて、駒沢の日本主義が時代遅れとなり敗北してゆく中、岡野が軽侮していた駒沢的な「日本」を最後に感受してしまうという、その交差する様に根源的な「日本」を浮かび上がらせている小説だと解説している。また杉本は、三島が駒沢は〈天皇〉を象徴させていると語っていたという複数の証言がある点から（村松剛や奥野健男など）、三島の天皇観との関係からの考察が必要だとしている。
佐渡谷重信は、シニカルな岡野の「政治的ロマン主義」に惹かれる三島の心情を読み取ることが肝心だとし、〈明察〉を代表する人物である岡野より、「東洋的な諦念と無を至上の幸福」として死んだ駒沢の方が「人生における勝利者」であり、「おのずから読者の共感が駒沢に向けられるとき〈明察〉は駒沢の純粋性の中に輝いている。こうした二重構造の〈明察〉を描きえたことによってこの作品は傑作の一つに加えることができる」と解説している。
田中美代子は、『絹と明察』は、その後に流行する「“企業小説”のはしり」の趣があるとしながら、経済戦争で「西欧諸国がヒステリックな敵意をむき出しにする」駒沢流の日本型経営が〈勝つ〉理由を、「それは、北斎や広重がその核心をつかんでいたように、苛酷な〈自然の理法〉を会得し、これを具現していたからであろう。それこそ彼我の自然観の相違、ひいては文明の相違であろう」と説明し、その考え方は、作者・三島が「当時の理想だった近代個人主義の破産」をすでに見透かして予言していたと論考している。
松本徹は、三島が『林房雄論』『午後の曳航』『剣』などに見られる「虚無に抗して、〈思想〉でなく〈心情〉を追求する姿勢」が『絹と明察』にも通底しているとし、ハイデッカー思想に傾倒しヘルダーリンの詩を愛唱する「岡野の人物像」に着目して、『鏡子の家』の商社マンで出世の階段を駆け登った「杉本清一郎」と「岡野」が似通っていると分析している。ただし岡野は一旦挫折を味わい、「裏社会へ回った清一郎」だと松本は説明し、そこから復活を果たすまでの岡野の「虚無主義を踏まえての行動は、怜悧でありながらひどく屈折し、悪の色」を帯びると解説している。
奥野健男は三島から、駒沢は天皇を象徴的に書いたものだと直接聞いたとし、「青春のほとばしりのように社長を信じ、あるいはだまされたと怒る若い女性労働者、組合員たちは、戦時中の若い日本国民に違いない」と考察している。
竹松良明は、この奥野の見解に『絹と明察』を読み取る上で「極めて重要な示唆」が含まれているとし、「三島はこの作品を巧みに過去の時間で充填させ、それによって発現する物語の特異な窯変を狙ったと考えてよい」と述べ、「駒沢は昭和天皇その人という以上に、天皇を奉じて生き死にした戦時下の国民感情の総和を表象する存在として描かれている」と考察している。そして竹松は、「駒沢の死による岡野の喪失感が、取りも直さず行き暮れた精神が最後に回帰すべき根源的な〈故郷〉への逢着を意味すること」に、「天皇制に関わる国民感情の文学的形象化という一つの大胆な試みの結語がある」とし、逆に、岡野と近似していたはずの菊乃が、駒沢の女になり〈幸福〉を得て〈使い古した箒みたいな誠実だけ〉を露わにし、いぎたない鼾をかき、最後に駒沢から嫌われることについては以下のように論考している。
柴田勝二は、『絹と明察』同様に、『鏡子の家』『美しい星』『午後の曳航』がいずれも、「一家ないしそれに見立てられる共同体の長たろうとし、しかもそれに失敗する人物」が描かれ、これらが皆、三島自身が父親になった以降の作品だという背景はあるが、実のところ血縁関係の息子と父親の物語はなく、三島の意図には、〈男性的権威の一番支配的なもの〉という意味での〈父親〉の滅びの姿を書くことにあったと説明しながら、いずれも「天皇」を寓意的に描いている作品だと解説している。
そして、『午後の曳航』の龍二は〈海〉に象徴される「ロマン的世界」を捨て、世俗の現実世界の一角に「登録」されたゆえに、ロマン的世界に執着する少年たちにより殺され、龍二の変容は「〈神〉から〈人間〉に移行した戦後の天皇」と照応すると柴田は指摘し、『絹と明察』の駒沢は、資本主義の論理で社員を支配しているにもかかわらず、〈父親的〉に振る舞うという「欺瞞」を岡野によって暴かれ、その軌跡に込められている寓意には、「超越性を帯びた家長が存在しえない状況」が描かれ、駒沢も「戦後の天皇への相対化」だと考察しつつ、これ以降の作品では、「超越性を帯びた存在は現実世界の彼岸にしか生きえないこと」が、三島の中でより明確化されていくこととなり、「そこから三島独自の理念のなかで超越的な彼岸性を帯びた天皇の像が構築されていく」と柴田は論考している。

## おもな刊行本

### 単行本
- 『絹と明察』（講談社、1964年10月15日） NCID BN04558033
  - 布装。貼函。茶色帯。299頁。見返しに歌川広重の『近江八景』あり[27]。
  - 帯（表）に著者肖像写真1葉。帯（裏）に磯田光一「現代小説の秀作の一つ」（「図書新聞」文芸時評）。
  - ※ 1965年1月20日発行の2刷で、帯（表）は「毎日芸術賞受賞」、帯（裏）は「朝日新聞」、「毎日新聞」、「週刊文春」の書評記載に変更。
- 文庫版『絹と明察』（講談社文庫、1971年7月1日）
  - カバー装幀：亀倉雄策。解説：佐伯彰一。年譜作成：久保田芳太郎
  - ※ のち新カバー装幀：中林洋子
- 文庫版『絹と明察』（新潮文庫、1987年9月25日。改版2021年4月）
  - カバー装幀：中西夏之。解説：田中美代子
  - ※ 2021年4月の新装改版より、酒井順子の解説追加。
- 英文版『Silk and Insight』（訳：佐藤紘彰）（M E Sharpe Inc、1998年5月）

### 全集
- 『三島由紀夫全集17巻（小説XVII）』（新潮社、1973年12月25日）
  - 装幀：杉山寧。四六判。背革紙継ぎ装。貼函。
  - 月報：松本道子「或る日の思い出」。《評伝・三島由紀夫8》佐伯彰一「二つの遺作（その7）」。《同時代評から8》虫明亜呂無「『英霊の声』『絹と明察』などをめぐって」
  - 収録作品：「剣」「絹と明察」「月澹荘綺譚」「三熊野詣」「孔雀」「朝の純愛」「仲間」「英霊の聲」「荒野より」「時計」「蘭陵王」
  - ※ 同一内容で豪華限定版（装幀：杉山寧。総革装。天金。緑革貼函。段ボール夫婦外函。A5変型版。本文2色刷）が1,000部あり。
- 『決定版 三島由紀夫全集10巻 長編10』（新潮社、2001年9月10日）
  - 装幀：新潮社装幀室。装画：柄澤齊。四六判。貼函。布クロス装。丸背。箔押し2色。
  - 月報：荒川洋治「太郎と花子」、遠山一行「三島三景」。［小説の創り方10］田中美代子「聖家族の逆襲」
  - 収録作品：「美しい星」「絹と明察」「『美しい星』創作ノート」